# バジェステル＝モリナ
バジェステル＝モリナ（スペイン語: Ballester-Molina）は、アルゼンチンの自動式拳銃。イスパノ＝アルゼンチン（Hispano Argentina Fábrica de Automotores Sociedad Anonima）が製造した。

## 開発
アルゼンチンで軍・警察に採用されていたシステマ・コルト M1927を、安価に代替する目的で開発された。
その目的から、デザインは既存のM1927と類似したものとなった。弾倉、リコイル用のスプリング、銃身、バレル・ブッシングは互いに流用が可能であった。他のパーツは、外見は似ているものの別型で、互換性はない。
バジェステル＝モリナは、メーカー名の頭文字をとってHAFDASAの別名でも呼ばれた。また、1940年まではバジェステル＝リガウ（Ballester-Rigaud）と呼ばれており、刻印も当初は"Pistola Automatica Calibre .45 Ballester-Rigaud, Modelo DGME 1938."であった。

## 機構
ショートリコイル機構を持つ自動式拳銃である。シングルアクショントリガーは、M1911のスライド式ではなく、回転軸を中心とするものであった。撃鉄の安全装置は手動レバーのみであり、握ると解除されるグリップセーフティーは生産性向上のため省略された。また、グリップパネルのチェッカリングも単純な縦溝に変更された。なお、グリップパネルの材質は当初木製であったが、後にプラスチックに変更されている。

## 配備
アルゼンチン陸軍は1938年に採用した。その後1940年-42年にかけてイギリスに輸出されている。
アルゼンチンの銃器雑誌「Magnum」が、2007年9月に発表したところによると、イギリス向けの輸出品は、自沈した装甲艦「アドミラル・グラーフ・シュペー」の鉄で製造されたとする伝説は真実であるとした。また、専門家である"Alejandro Gherovici"は、イギリス向けのレンドリースによる鉄が、アルゼンチンに送られたものにより製造されたとしている。
イギリスでは第8軍と特殊作戦執行部に配備され、生産数は10,000-15,000と見られている。特に特殊作戦執行部向けには、占領地や敵地でイギリス製の装備の使用を避けるために用いられた。イギリス向けのものには、Bから始まる12000-21000のシリアルナンバーが割り当てられた。

## バリエーション
訓練用の22口径モデルが存在する。外見は刻印を除き酷似しているが、機構は威力の低いリムファイア弾に適したブローバック式となっている。この型の生産数は少数に留まっている。また、銃身を延長したものも存在している。

## 採用国
- アルゼンチン[3]
- ボリビア
- チリ
- コロンビア
- エクアドル
- ペルー
- イギリス[3]
- ウルグアイ
- ベネズエラ

## 注
1. ↑  M1911を、コルト社の技術支援の下でライセンス生産したもの
2. ↑  HAFDASAのデザイナーは、後にチーフデザイナーとなるフランス人Rorice Rigaudと、後に最高経営責任者となる経営者の親族カルロス・バジェステル・モリナ（Carlos Ballester Molina）